# Список военно-воздушных сил (А-З)
Список военно-воздушных сил отсортированный по алфавиту.
Содержание: А Б В Г Д Е З И Й К Л М Н О П Р С Т У Ф Х Ц Ч Ш Э Ю Я
Исчезнувшие государства

## А
| Страна      |                                                         | |                                                         | Год основания |
| Страна      | Наименование Оригинальное наименованиеТекущееПредыдущее | Наименование Оригинальное наименованиеТекущееПредыдущее                                                 | Наименование Оригинальное наименованиеТекущееПредыдущее | Год основания |
| ----------- | ------------------------------------------------------- | --- | ------------------------------------------------------- | ------------- |
| Абхазия     |                                                         | Военно-воздушные силы Республики Абхазия                                                                |                                                         | 1992          |
| Австралия   |                                                         | Королевские военно-воздушные силы Австралии Royal Australian Air Force                                  |                                                         | 1921          |
| Австралия   |                                                         | Австралийский воздушный корпус Australian Air Corps                                                     |                                                         | 1921          |
| Австралия   |                                                         | Австралийский лётный корпус Australian Flying Corps                                                     |                                                         | 1914-1921     |
| Австралия   |                                                         | Воздушные силы Королевских Австралийских ВМС Royal Australian Navy Fleet Air Arm                        |                                                         | 1947          |
| Австралия   |                                                         | Армейская авиация Австралии Australian Army Aviation                                                    |                                                         | 1968          |
| Австрия     |                                                         | Военно-воздушные силы Австрии Österreichische Luftstreitkräfte                                          |                                                         | 1955          |
| Австрия     |                                                         | Luftwaffen Kommando Österreich                                                                          |                                                         | 1938-1945     |
| Австрия     |                                                         | Heimwehr Flieger Korps                                                                                  |                                                         | 1927-1938     |
| Австрия     |                                                         | Императорские и Королевские Воздушные войска Kaiserliche und Königliche Luftfahrtruppen                 |                                                         | 1912-1919     |
| Австрия     |                                                         | Императорское и Королевское Военно-воздухоплавательное учреждение KuK. Militär-Aeronautische Anstalt    |                                                         | 1893-1912     |
| Азербайджан |                                                         | Военно-воздушные силы Азербайджана Azərbaycan hərbi hava qüvvələri                                      |                                                         | 1919          |
| Албания     |                                                         | Военно-воздушные силы Албании Forcave Ajrore                                                            |                                                         | 1991          |
| Албания     |                                                         | | 1960-1990                                               |               |
| Албания     |                                                         | | 1958-1960                                               |               |
| Албания     |                                                         | | 1951-1957                                               |               |
| Албания     |                                                         | Албанский воздушный корпус                                                                              |                                                         | 1914-1939     |
| Алжир       |                                                         | Военно-воздушные силы Алжира القوات الجوية الجزائرية Al Quwwat aljawwija aljaza'eriiya                  |                                                         | 1962          |
| Ангола      |                                                         | Народные военно-воздушные силы и силы ПВО Анголы Força Aérea Popular de Angola/Defesa Aérea e Antiaérea |                                                         |               |
| Ангола      |                                                         | Ангольские народные военно-воздушные силы и силы ПВО Força Aérea Popular de Angola/Defesa Anti-Aviões   |                                                         | 1976-?        |
| Аргентина   |                                                         | Военно-воздушные силы Аргентины Fuerza Aérea Argentina                                                  |                                                         | 1945          |
| Аргентина   |                                                         | Servicio Aéronautico del Ejército                                                                       |                                                         | 1912-1945     |
| Аргентина   |                                                         | Авиация ВМС Аргентины Comando de Aviación Naval Argentina                                               |                                                         | 1919          |
| Аргентина   |                                                         | Авиационное командование армии Аргентины Comando de Aviación del Ejército Argentino                     |                                                         | 1956          |
| Аргентина   |                                                         | Воздушные силы береговой охраны Servicio de Aviación de la Prefectura Naval Argentina                   |                                                         | 1970-е        |
| Аргентина   |                                                         | Воздушные силы пограничной охраны Dirección de Aeronáutica de Gendarmería                               |                                                         | 1955          |
| Армения     |                                                         | Военно-воздушные силы Армении Հայաստանի Ռազմաօդային Ուժեր                                               |                                                         | 1994          |
| Афганистан  |                                                         | Национальный воздушный корпус Афганистана Afghan Melli-e Ourdou                                         |                                                         | 2002          |
| Афганистан  |                                                         | Воздушные силы и силы ПВО Исламского Государства Афганистан (Северный Альянс)                           |                                                         | 1996-2001     |
| Афганистан  |                                                         | Военно-воздушные силы Исламского Эмирата Афганистан (Талибан)                                           |                                                         | 1996-2001     |
| Афганистан  |                                                         | Воздушные силы и силы ПВО Исламского Государства Афганистан                                             |                                                         | 1992-1996     |
| Афганистан  |                                                         | Афганские республиканские военно-воздушные силы De Afghan Hanoi Quirah                                  |                                                         | 1983-1992     |
| Афганистан  |                                                         | Афганские армейские воздушные силы De Afghan Hawa-e Quvah                                               |                                                         | 1980-1983     |
| Афганистан  |                                                         | Афганские республиканские военно-воздушные силы De Afghan Hanoi Quirah                                  |                                                         | 1973-1979     |
| Афганистан  |                                                         | Королевские афганские военно-воздушные силы                                                             |                                                         | 1948-1973     |
| Афганистан  |                                                         | Афганские воздушные силы Afghan Hawa-e Ourdou                                                           |                                                         | 1937-1947     |
| Афганистан  |                                                         | Афганские военно-воздушные силы                                                                         |                                                         | 1924 -1929    |

## Б
| Страна               |                                                         | |                                                         | Год основания |
| Страна               | Наименование Оригинальное наименованиеТекущееПредыдущее | Наименование Оригинальное наименованиеТекущееПредыдущее                                                                                            | Наименование Оригинальное наименованиеТекущееПредыдущее | Год основания |
| -------------------- | ------------------------------------------------------- | --- | ------------------------------------------------------- | ------------- |
| Багамские Острова    |                                                         | Авиационное крыло Королевских сил самообороны Багамских островов                                                                                   |                                                         | 1981          |
| Бангладеш            |                                                         | Военно-воздушные силы Бангладеш বাংলাদেশ বিমান বাহিনী Bangladesh Biman Bahini                                                                               |                                                         | 1971          |
| Барбадос             |                                                         | Силы самообороны Барбадоса |                                                         | 1981          |
| Бахрейн              |                                                         | Военно-воздушные силы Бахрейна |                                                         | 2002          |
| Бахрейн              |                                                         | Военно-воздушные силы армии Бахрейна |                                                         | 1987-2002     |
| Бахрейн              |                                                         | Авиационное крыло сил самообороны Бахрейна |                                                         | 1977-1987     |
| Белиз                |                                                         | Авиационное крыло сил самообороны Белиза |                                                         | 1983          |
| Беларусь             |                                                         | Военно-воздушные силы и войска ПВО Республики Беларусь Ваенна-паветраныя сілы і войскі супрацьпаветранай абароны                                   |                                                         | 2001          |
| Беларусь             |                                                         | Военно-воздушные силы Белоруссии |                                                         | 1995-2001     |
| Беларусь             |                                                         | | 1991-1995                                               |               |
| Бельгия              |                                                         | Военно-воздушные силы Бельгии Belgische Luchtmacht, Composante Air                                                                                 |                                                         | 1946          |
| Бельгия              |                                                         | Militair Vliegwezen, Aviation Militaire |                                                         | 1915-1940     |
| Бельгия              |                                                         | Compagnie des Ouvries et Aérostiers |                                                         | 1910-1915     |
| Бенин                |                                                         | Военно-воздушные силы Бенина Force Aérienne Populaire de Benin                                                                                     |                                                         | 1975          |
| Бенин                |                                                         | Военно-воздушные силы Дагомеи Force Aérienne de Dahomey                                                                                            |                                                         | 1961-1975     |
| Болгария             |                                                         | Военно-воздушные силы Болгарии Български Военновъздушни Сили                                                                                       |                                                         | 1992          |
| Болгария             |                                                         | Противовоздушная оборона и военно-воздушные силы Противовъздушна отбрана и Военновъздушни сили                                                     |                                                         | 1961-1992     |
| Болгария             |                                                         | Болгарские военно-воздушные силы Български Военновъздушни Сили                                                                                     |                                                         | 1949-1961     |
| Болгария             |                                                         | Воздушные войска Въздушни Войски |                                                         | 1945-1949     |
| Болгария             |                                                         | | 1941-1944                                               |               |
| Болгария             |                                                         | Царские военно-воздушные силы Болгарии |                                                         | 1937-1941     |
| Болгария             |                                                         | Департамент воздухоплавания Министерства железных дорог, почты и телеграфа                                                                         |                                                         | 1924-1937     |
| Болгария             |                                                         | Секция воздухоплавания Министерства железных дорог, почты и телеграфа                                                                              |                                                         | 1920-1924     |
| Болгария             |                                                         | Аэропланное отделение жандармерии |                                                         | 1919-1920     |
| Болгария             |                                                         | Аэропланная группа |                                                         | 1918-1919     |
| Болгария             |                                                         | Воздушный корпус армии |                                                         | 1915-1918     |
| Болгария             |                                                         | Воздухоплавательный батальон |                                                         | 1914-1915     |
| Болгария             |                                                         | Воздухоплавательное отделение |                                                         | 1906-1914     |
| Болгария             |                                                         | Авиация военно-морского флота Болгарии |                                                         | 1992          |
| Болгария             |                                                         | Отдельная противолодочная эскадрилья ВМФ |                                                         | 1959-1990     |
| Болгария             |                                                         | Авиация ВМС Болгарии |                                                         | 1915-1918     |
| Боливия              |                                                         | Военно-воздушные силы Боливии Fuerza Aérea Boliviana                                                                                               |                                                         | 1923          |
| Босния и Герцеговина |                                                         | Военно-воздушные силы Боснии и Герцеговины Бригада ваздушних снага и противваздушне одбране                                                        |                                                         | 2007          |
| Босния и Герцеговина |                                                         | Военно-воздушные силы и войска противовоздушной обороны Республики Сербской Ратно ваздухопловство и противваздушна одбрана Војске Републике Српске |                                                         | 1992-2007     |
| Босния и Герцеговина |                                                         | Воздушные силы армии Республики Боснии и Герцеговины Zručne Snage Armije Republike BiH                                                             |                                                         | 1992-1996     |
| Ботсвана             |                                                         | Авиационное крыло сил самообороны Ботсваны |                                                         | 1977          |
| Бразилия             |                                                         | Военно-воздушные силы Бразилии Força Aérea Brasileira (FAB)                                                                                        |                                                         | 1941          |
| Бразилия             |                                                         | Национальные военно-воздушные силы Forças Aéreas Nacionais                                                                                         |                                                         | 1941          |
| Бразилия             |                                                         | Военно-авиационная служба Serviço de Aviação Militar (AvM)                                                                                         |                                                         | 1918-1941     |
| Бразилия             |                                                         | Авиация ВМС Бразилии Força Aeronaval |                                                         | 1952          |
| Бразилия             |                                                         | Авиация ВМС Бразилии Serviço de Aviação Naval (AvN)                                                                                                |                                                         | 1952-1941     |
| Бразилия             |                                                         | Армейская авиация Бразилии Aviação do Exército Brasileiro                                                                                          |                                                         | 1986          |
| Бруней               |                                                         | Королевские военно-воздушные силы Брунея Angkatan Tentera Udara Diraja Brunei                                                                      |                                                         | 1991          |
| Бруней               |                                                         | Авиационное крыло Королевских вооруженных сил |                                                         | 1984-1991     |
| Бруней               |                                                         | Авиационное крыло Королевского малайского полка Брунея                                                                                             |                                                         | 1965-1984     |
| Буркина-Фасо         |                                                         | Военно-воздушные силы Буркина-Фасо Force Aérienne de Burkina Faso                                                                                  |                                                         | 1964          |
| Бурунди              |                                                         | Армейская авиация Бурунди Force Armée du Burundi                                                                                                   |                                                         | 1966          |
| Бутан                |                                                         | Военно-воздушные силы Бутана |                                                         |               |

## В
| Страна         |                                                         | |                                                         | Год основания |
| Страна         | Наименование Оригинальное наименованиеТекущееПредыдущее | Наименование Оригинальное наименованиеТекущееПредыдущее                                              | Наименование Оригинальное наименованиеТекущееПредыдущее | Год основания |
| -------------- | ------------------------------------------------------- | --- | ------------------------------------------------------- | ------------- |
| Великобритания |                                                         | Королевские военно-воздушные силы Великобритании Royal Air Force                                     |                                                         | 1918          |
| Великобритания |                                                         | Военно-воздушная служба Королевских ВМС Royal Naval Air Service                                      |                                                         | 1914-1918     |
| Великобритания |                                                         | Королевский лётный корпус Royal Flying Corps                                                         |                                                         | 1912-1918     |
| Великобритания |                                                         | Воздушное Крыло Флота Fleet Air Arm                                                                  |                                                         | 1937          |
| Великобритания |                                                         | Армейский авиационный корпус Army Air Corps                                                          |                                                         | 1942          |
| Венгрия        |                                                         | Военно-воздушные силы Венгрии Magyar Légierő                                                         |                                                         | 1989          |
| Венгрия        |                                                         | Военно-воздушные силы Народной армии Венгрии Magyar Néphadsereg légiereje                            |                                                         | 1947-1989     |
| Венгрия        |                                                         | Королевские национальные военно-воздушные силы обороны Magyar Királyi Honvéd Légierő                 |                                                         | 1939-1945     |
| Венгрия        |                                                         | Императорские и Королевские Воздушные войска Kaiserliche und Königliche Luftfahrtruppen              |                                                         | 1912-1919     |
| Венгрия        |                                                         | Императорское и Королевское Военно-воздухоплавательное учреждение KuK. Militär-Aeronautische Anstalt |                                                         | 1893-1912     |
| Венесуэла      |                                                         | Национальная Боливарианская военная авиация Aviación Militar Nacional Bolivariana                    |                                                         | 2006          |
| Венесуэла      |                                                         | Fuerza Aérea Venezolana                                                                              |                                                         | 1949-2006     |
| Венесуэла      |                                                         | Армейская авиация Венесуэлы Servicio Aéreo del Ejército Venezolano                                   |                                                         | 1970          |
| Венесуэла      |                                                         | Авиация ВМС Венесуэлы Aviación de la Marina Venezolana                                               |                                                         | 1922          |
| Венесуэла      |                                                         | Командование авиационной поддержки национальной полиции Comando de Apoyo Aéreo de Guardia Nacional   |                                                         | 1999          |
| Вьетнам        |                                                         | Военно-воздушные силы Вьетнама Không Quân Nhân Dân Việt Nam                                          |                                                         | 1975          |
| Вьетнам        |                                                         | Северо-вьетнамские военно-воздушные силы                                                             |                                                         | 1959-1975     |
| Вьетнам        |                                                         | Военно-воздушные силы Кохинхина                                                                      |                                                         | 1941-1945     |

## Г
| Страна       |                                                         | |                                                         | Год основания |
| Страна       | Наименование Оригинальное наименованиеТекущееПредыдущее | Наименование Оригинальное наименованиеТекущееПредыдущее                                              | Наименование Оригинальное наименованиеТекущееПредыдущее | Год основания |
| ------------ | ------------------------------------------------------- | --- | ------------------------------------------------------- | ------------- |
| Габон        |                                                         | Военно-воздушные силы Габона Armée de l'Air Gabonaise                                                |                                                         | 1961          |
| Гаити        |                                                         | Военно-воздушные силы Гаити Corps d'Aviation d'Garde d'Haiti                                         |                                                         | 1942          |
| Гайана       |                                                         | Силы обороны Гайаны                                                                                  |                                                         | 1968          |
| Гамбия       |                                                         | Военно-воздушные силы Гамбии                                                                         |                                                         | 2003          |
| Гана         |                                                         | Военно-воздушные силы Ганы                                                                           |                                                         | 1959          |
| Гватемала    |                                                         | Военно-воздушные силы Гватемалы Fuerza Aérea Guatemalteca (FAG)                                      |                                                         | 1948          |
| Гватемала    |                                                         | Военный воздухоплавательный корпус Cuerpo de Aeronáutica Militar (CAM)                               |                                                         | 1935-1948     |
| Гватемала    |                                                         | Военный авиационный корпус Гватемалы Cuerpo de Aviación Militar de Guatemala (CAM)                   |                                                         | 1929-1935     |
| Гватемала    |                                                         | Военно-воздушные силы Гватемалы Fuerza Aérea Guatemalteca (FAG)                                      |                                                         | 1921-1929     |
| Гватемала    |                                                         | Корпус армейской авиации Великобритании Cuerpo de Aviación de Ejército                               |                                                         | 1914-1921     |
| Гвинея       |                                                         | Военно-воздушные силы Гвинеи Force Aérienne de Guinée                                                |                                                         | 1959          |
| Гвинея-Бисау |                                                         | Военно-воздушные силы Гвинеи-Бисау Força Aérea da Guiné-Bissau                                       |                                                         | 1978          |
| Германия     |                                                         | Военно-воздушные силы Германии Luftwaffe                                                             |                                                         | 1955          |
| Германия     |                                                         | Военно-воздушные силы ГДР Luftstreitkräfte der Nationalen Volksarmee                                 |                                                         | 1956-1990     |
| Германия     |                                                         | Люфтваффе Luftwaffe                                                                                  |                                                         | 1935-1945     |
| Германия     |                                                         | Воздухоплавательное отделение ВМС Marineluftschiffe-Abteilung                                        |                                                         | 1912-1919     |
| Германия     |                                                         | Отделение морской авиации Германской империи Die Marinefliegerabteilung des deutschen Kaiserreiches  |                                                         | 1911-1919     |
| Германия     |                                                         | Военная авиация Германской империи Luftstreitkräfte (Die Fliegertruppen des deutschen Kaiserreiches) |                                                         | 1910-1919     |
| Германия     |                                                         | Отделение дирижаблей армии Heeresluftschiffe-Abteilung                                               |                                                         | 1909-1917     |
| Германия     |                                                         | Авиация ВМС Германии Marineflieger                                                                   |                                                         | 1955          |
| Германия     |                                                         | Группа армейской авиации Heeresfliegertruppe                                                         |                                                         | 1955          |
| Гондурас     |                                                         | Военно-воздушные силы Гондураса Fuerza Aérea Hondureña                                               |                                                         | 1954          |
| Гондурас     |                                                         | Военно-воздушная школа Гондураса Fuerza Aérea y Escuela de Aviación Militar                          |                                                         | 1936-1954     |
| Гондурас     |                                                         | Национальная авиационная школа Escuela Nacional de Aviación (ENA)                                    |                                                         | 1931-1936     |
| Греция       |                                                         | Военно-воздушные силы Греции Πολεμική Αεροπορία Polemiki Aeroporia                                   |                                                         | 1930          |
| Греция       |                                                         | Армейская авиация Греции Αεροπορία Στρατού Aeroporia Stratou                                         |                                                         | 1956          |
| Греция       |                                                         | Авиация ВМС Греции Πολεμικό Ναυτικό Polemiko Navtiko                                                 |                                                         | 1976          |
| Греция       |                                                         | Береговая охрана Греции Λιμενικό Σώμα Limeniko Soma                                                  |                                                         | 1982          |
| Грузия       |                                                         | Военно-воздушные силы Грузии საქართველოს სამხედრო-საჰაერო ძალები                                     |                                                         | 1991          |

## Д
| Страна                   |                                                         | |                                                         | Год основания |
| Страна                   | Наименование Оригинальное наименованиеТекущееПредыдущее | Наименование Оригинальное наименованиеТекущееПредыдущее                                                          | Наименование Оригинальное наименованиеТекущееПредыдущее | Год основания |
| ------------------------ | ------------------------------------------------------- | --- | ------------------------------------------------------- | ------------- |
| Дания                    |                                                         | Королевские военно-воздушные силы Дании Flyvevåbnet                                                              |                                                         | 1950          |
| Дания                    |                                                         | Авиационный корпус Королевской Армии Дании Hærens Flyvertropper                                                  |                                                         | 1912-1950     |
| Дания                    |                                                         | Авиация Королевских ВМС Дании Marinens Flyvevæsen                                                                |                                                         | 1911-1950     |
| Дания                    |                                                         | Вертолётная служба Королевских ВМС Søværnets Helikoptertjeneste                                                  |                                                         | 2003          |
| Дания                    |                                                         | Авиационная служба Королевских ВМС Søværnets Flyvetjeneste (SVF)                                                 |                                                         | 1962-2003     |
| Джибути                  |                                                         | Военно-воздушные силы Джибути Force Aérienne du Djibouti                                                         |                                                         | 1977          |
| Доминиканская республика |                                                         | Военно-воздушные силы Доминиканской республики Fuerza Aérea Dominicana (FAD)                                     |                                                         | 1962          |
| Доминиканская республика |                                                         | Военная аиация Доминиканской республики Aviación Militar Dominicana (AMD)                                        |                                                         | 1957-1962     |
| Доминиканская республика |                                                         | Военно-воздушные силы Доминиканской республики Fuerza Aérea Dominicana (FAD)                                     |                                                         | 1955-1957     |
| Доминиканская республика |                                                         | Военная аиация Доминиканской республики Aviación Militar Dominicana (AMD)                                        |                                                         | 1952-1955     |
| Доминиканская республика |                                                         | Военно-воздушные силы Доминиканской республики Fuerza Aérea Dominicana (FAD)                                     |                                                         | 1950-1952     |
| Доминиканская республика |                                                         | Военный авиационный корпус Доминиканской республики El Cuerpo de Aviación Militar Dominicana (CAMD/AMD)          |                                                         | 1948-1950     |
| Доминиканская республика |                                                         | Эскадра воздушной кавалерии Escuadrón de Caballería Aérea (EdCA)                                                 |                                                         | 2002          |
| Доминиканская республика |                                                         | Воздушно-транспортная кавалерийская бригада Brigada de Caballería Aerotransportada                               |                                                         | 2001-2002     |
| Доминиканская республика |                                                         | Рота армейской авиации Национальной армии Compañía de Aviación del Ejército Nacional                             |                                                         | 1942-1948     |
| Доминиканская республика |                                                         | Рота армейской авиации Доминиканской армии Compañía de Aviación del Ejército Dominicano                          |                                                         | 1939-1942     |
| Доминиканская республика |                                                         | Подразделение армейской авиации Национальной армии Destacamento de Aviación del Ejército Nacional                |                                                         | 1936-1939     |
| Доминиканская республика |                                                         | Национальная воздушно-транспортная рота, Военная авиация Compañía Nacional de Transporte Aérea, Arma de Aviación |                                                         | 1934-1935     |
| Доминиканская республика |                                                         | Авиационная рота Compañía de Aviación                                                                            |                                                         | 1933-1934     |
| Доминиканская республика |                                                         | Авиация Национальной армии Arma de Aviación del Ejército Nacional                                                |                                                         | 1932-1933     |
| Доминиканская республика |                                                         | Авиационный корпус ВМС Доминиканской республики Cuerpo de Aviación Naval Dominicana                              |                                                         | 2003          |
| Доминиканская республика |                                                         | Поисково-спасательная эскадрилья Береговой охраны Escuadrón de Vigilancia y Rescate de Guardacostas              |                                                         | 1951-1952     |

## Е
| Страна |                                                         |                                                              |                                                         | Год основания |
| Страна | Наименование Оригинальное наименованиеТекущееПредыдущее | Наименование Оригинальное наименованиеТекущееПредыдущее      | Наименование Оригинальное наименованиеТекущееПредыдущее | Год основания |
| ------ | ------------------------------------------------------- | ------------------------------------------------------------ | ------------------------------------------------------- | ------------- |
| Египет |                                                         | Военно-воздушные силы Египта Al Quwwat Al Jawwiya Il Misriya |                                                         | 1961          |
| Египет |                                                         | Военно-воздушные силы Объединённой арабской республики       |                                                         | 1958-1961     |
| Египет |                                                         | Военно-воздушные силы Египта                                 |                                                         | 1952-1958     |
| Египет |                                                         | Королевские Военно-воздушные силы Египта                     |                                                         | 1937-1952     |
| Египет |                                                         | Военно-воздушные силы Армии Египта                           |                                                         | 1931-1937     |

## З
| Страна                      |                                                         |                                                               |                                                         | Год основания |
| Страна                      | Наименование Оригинальное наименованиеТекущееПредыдущее | Наименование Оригинальное наименованиеТекущееПредыдущее       | Наименование Оригинальное наименованиеТекущееПредыдущее | Год основания |
| --------------------------- | ------------------------------------------------------- | ------------------------------------------------------------- | ------------------------------------------------------- | ------------- |
| Замбия · (Северная Родезия) |                                                         | Командование военно-воздушных сил и войск ПВО                 |                                                         | 1968          |
| Замбия · (Северная Родезия) |                                                         | Авиакрыло Замбии                                              |                                                         | 1964-1968     |
| Замбия · (Северная Родезия) |                                                         | Военно-воздушные силы Федерации Родезии и Ньясаленда (Малави) |                                                         | 1954-1963     |
| Зимбабве · (Южная Родезия)  |                                                         | Военно-воздушные силы Зимбабве                                |                                                         | 1980          |
| Зимбабве · (Южная Родезия)  |                                                         | Военно-воздушные силы Родезии                                 |                                                         | 1970-1979     |
| Зимбабве · (Южная Родезия)  |                                                         | Королевские военно-воздушные силы Родезии                     |                                                         | 1963-1970     |
| Зимбабве · (Южная Родезия)  |                                                         | Военно-воздушные силы Федерации Родезии и Ньясаленда (Малави) |                                                         | 1954-1963     |
| Зимбабве · (Южная Родезия)  |                                                         | Военно-воздушные силы Южной Родезии                           |                                                         | 1939-1954     |
| Зимбабве · (Южная Родезия)  |                                                         | Авиация Родезийского полка                                    |                                                         | 1935-1939     |

Содержание: А Б В Г Д Е З И Й К Л М Н О П Р С Т У Ф Х Ц Ч Ш Э Ю Я